# Borudan-Pellemossens naturreservat
Borudan-Pellemossens naturreservat är ett naturreservat i Norrtälje kommun i Stockholms län.
Området är naturskyddat sedan 2018 och är 128 hektar stort. Reservatet omfattar norra stranden av Storsjön och områden söder om sjön. Reservatet består av  barrskog med inslag av lövträd.